# Elice Abonce Muhonen
Elice Abonce Muhonen es una trapecista de origen finlandés que vive y trabaja en Francia.

## Biografía
Elice Abonce Muhonen se inició en el mundo del circo en Lahti, Finlandia. Se especializó en trapecio en Suecia. En 2005, se incorporó al Centro Nacional de Artes Circenses de Châlons-en-Champagne, Francia. En 2006 junto a otros seis artistas fundó la compañía Galapiat Cirque.
En 2012 realizó una creación colectiva llamada Mad in Finland con otras seis mujeres artistas de circo finlandesas. El espectáculo está inspirado en Los siete hermanos de Aleksis Kivi, que aborda los estereotipos de la cultura nórdica y consiste en un conjunto de escenarios: nieve, esquí, el fabricante Nokia, pelotas de verano y la sauna, a través de números de diferentes disciplinas de circo como el trapecio, el alambre, telas aéreas, rola-bola y acrobacias mano a mano. La muestra también tiene una dimensión política e histórica con un cuadro sobre la pérdida de la provincia de Karjala en 1944 y el exilio de 400 000 personas. El espectáculo se creó para una única actuación. Las siete acróbatas finlandesas tuvieron con este espectáculo la oportunidad de conocer y compartir su país. En 2021, Mad in Finland todavía continuaba en escena. Con esta pieza ganó en 2015, el Circus Arts Award.
Con Sanja Kosonen creó en 2013 Capilotractées, y Atracción Capillaire en 2018. Estos dos espectáculos se basan en una técnica antigua de la que se reapropian: la técnica de la suspensión capilar.
En 2021, Abonce realizó un cortometraje documental, para mostrar el proceso de creación del espectáculo Mad in Finland.
En Finlandia, además, es la directora artística del Festival de Circo Pusu y cofundadora de Taideyhdistys Nyt ry.

## Obra

#### Espectáculos
- 2012 - Mad in Finland
- 2013 - Capilotracteés
- 2018 - Atrtraction Capillaire

#### Realización
- 2021 - Mad in Finland, 65min